# El Gráfico
El Gráfico war eine monatlich von Revistas Deportivas S.A. in Buenos Aires herausgegebene, argentinische Sportzeitschrift. Das im Mai 1919 ursprünglich wöchentlich als allgemeine Illustrierte herausgegebene Magazin widmet sich seit 1925 nur mehr dem Sport und hier insbesondere dem Fußball. 2002 wurde die Erscheinungsweise auf monatlich umgestellt. Seit Januar 2018 existiert El Gráfico nurmehr als Online-Publikation. Die verkaufte Auflage betrug zuletzt 14.000 Exemplare.

## Geschichte

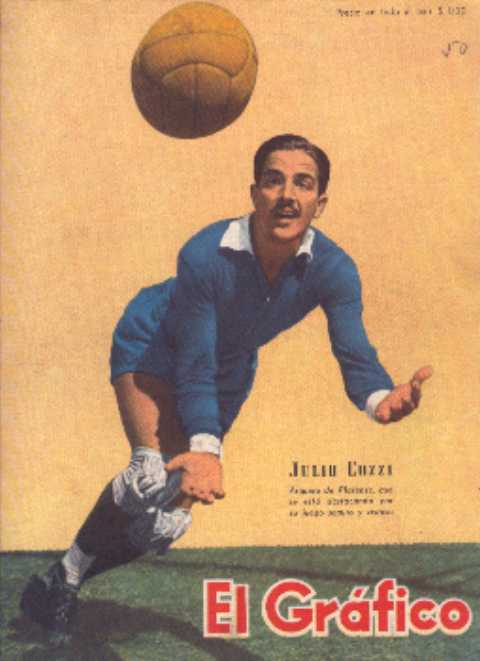
El Gráfico von 1944. Ikonisches Titel-Design früherer Jahre

Der Name der Zeitschrift ist im Zusammenhang mit ihren ersten Ausgaben zu sehen. Die Nummer 1 bestand aus 12 Seiten die fast ausschließlich Fotografien mit nur sehr wenig Text beinhalteten. In einer Zeit, in der in Zeitungen kaum Abbildungen zu sehen waren, hatte El Gráfico damit sogleich eine Ausnahmestellung und wurde sehr rasch erfolgreich. Sport kam in dieser Anfangszeit so gut wie nicht vor. Sportliche Themen wurden erst gelegentlich aufgenommen. Im Laufe des Jahres 1925 wurden einige Experimente durchgeführt den Sport mehr in den Vordergrund zu stellen. Schließlich konzentrierte sich das Magazin nur mehr auf dieses Thema. Der Fußball geriet dabei immer mehr in den Vordergrund und über weitere Sportarten erfolgt Berichterstattung nur am Rande.
Über die Jahrzehnte hinweg hat sich El Gráfico auch im weiteren Lateinamerika großes Ansehen für hochwertigen Journalismus gepaart mit ansprechender Fotografie erworben. In Argentinien genießt die Zeitschrift den Ruf einer „Bibel des Sports“ (Biblia del deporte).
Auflagemäßig hatte El Gráfico seinen Höhepunkt nach der Fußball-Weltmeisterschaft 1986, als 690.998 verkauft wurden – knapp 100.000 mehr als beim Titelgewinn Argentiniens acht Jahre zuvor. Diego Maradona zierte den Titel mehr als jeder andere Sportler: 134 Mal war er auf der Vorderseite abgebildet. Es folgen Daniel Passarella und Norberto Alonso mit 58 beziehungsweise 54 Titeln.

## Zitat
„Für jeden argentinischen Fußballer existieren nur drei Träume: in der ersten Mannschaft seines Lieblingsclubs zu spielen, auf der Titelseite des Gráfico zu erscheinen, in der Nationalelf zu spielen.“